# Des Clark
Desmond Clark, detto Des (Adelaide, 24 novembre 1941), è un ex pallanuotista australiano.
Ha partecipato, come membro dell'Australia, alle Olimpiadi di Roma 1960, partecipando al torneo di pallanuoto.